# Osnovna šola Louisa Adamiča Grosuplje
OŠ Louisa Adamiča Grosuplje (okrajšava: OŠ LAG) je ena izmed dveh osnovnih šol v Grosuplju in ena izmed največjih v Sloveniji, saj jo obiskuje okoli 1200 učencev. Trenutna ravnateljica šole je Barbara Rodica. Šola je ime dobila po znanem pisatelju Louisu Adamiču, ki je bil rojen v bližini. Učenci šole so izjemno uspešni tudi na športnem področju, predvsem pri košarki v ŠKL-ju. So dvarkratni zmagovalci tega tekmovanja v letih 2009 in 2010. Od šolskega leta 2007/2008 so tudi vključeni v projekt Ekošola, ki ponuja veliko rešitev za čistejše okolje.

## Delitev
Šola je razdeljena na matično šolo, dislocirano enoto in tri podružnice. Nekdaj je bila del šole tudi podružnica v Šmarju - Sapu, ki pa se je leta 2017 odcepila v samostojno osnovno šolo.

### Matična šola Tovarniška
Matična šola Tovarniška je glavna enota OŠ Louisa Adamiča. Obiskujejo jo učenci iz Grosuplja, Kopanja, Št. Jurija in Žalne, od 6. do 9. razreda. Zgradba je bila zgrajena konec avgusta leta 1971. Šola ima tudi dve telovadnici in veliko jedilnico, šolsko kuhinjo in avlo.

### Dislocirana enota Adamičeva
Obiskujejo jo učenci iz Grosuplja, od 1. do 3. razreda. Šola je bila zgrajena že leta 1928. Med 2. svetovno vojno je bila požgana in bombardirana. Leta 1960 je bila šola s prizidkom povečana, novo kuhinjo, knjižnico in telovadnico pa je dobila leta 1990.

### Podružnica Kopanj
Šola je bila zgrajena v letu 1865. Sprva je bila enorazrednica, leta 1925 pa je postala dvorazrednica. Med drugo svetovno vojno je bila požgana, obnovljena pa pet let po koncu vojne.  Obiskujejo jo učenci s Kopanja in njegove okolice, od 1. do 5. razreda. 

### Podružnica Št. Jurij
Že leta 1854 so v Št. Juriju imeli zasilno leseno šolo. Redna šola je bila postavljena s pomočjo prebivalcev in deželne vlade leta 1968. Med drugo svetovno vojno je bila šola požgana. Prenovljena je bila v letu 2003. Obiskujejo jo učenci iz Št. Jurija in njegove okolice, od 1. do 5. razreda.

### Podružnica Žalna
v Žalni so s šolstvom pričeli že v sredini 19. stoletja. Takrat so bili učitelji predvsem duhovniki. Pouk je potekal dvakrat tedensko, kar pod kozolcem ali v cerkvi. Prva prava šola je bila zgrajena leta 1867, obiskovalo pa jo je 132 učencev. Šolo so skozi leta ves čas povečevali. Med drugo svetovno vojno so šoli, da bi preprečili vselitev okupatorja, požgali partizani. Obnovljena je bila leta 1947. V letu 2008 pa so dobili nova in obnovljeno šolo. Obiskujejo jo učenci iz Žalne in njene okolice, od 1. do 5. razreda.